# Psara nigripalpis
Psara nigripalpis là một loài bướm đêm trong họ Crambidae.